# James Whitbread Lee Glaisher
James Whitbread Lee Glaisher (Lewisham, 5 novembre 1848 – Cambridge, 7 dicembre 1928) è stato un matematico britannico, conosciuto per il suo lavoro in teoria dei numeri, che anticipò il successivo interesse sulle forme modulari. Ricevette la medaglia De Morgan nel 1908 e la medaglia Sylvester nel 1913. È stato presidente della London Mathematical Society dal 1884 al 1886.